# Acanthogorgia pico
Acanthogorgia pico is een zachte koraalsoort uit de familie Acanthogorgiidae. De koraalsoort komt uit het geslacht Acanthogorgia. Acanthogorgia pico werd in 1973 voor het eerst wetenschappelijk beschreven door Grasshoff. 